# Universidad Meiji

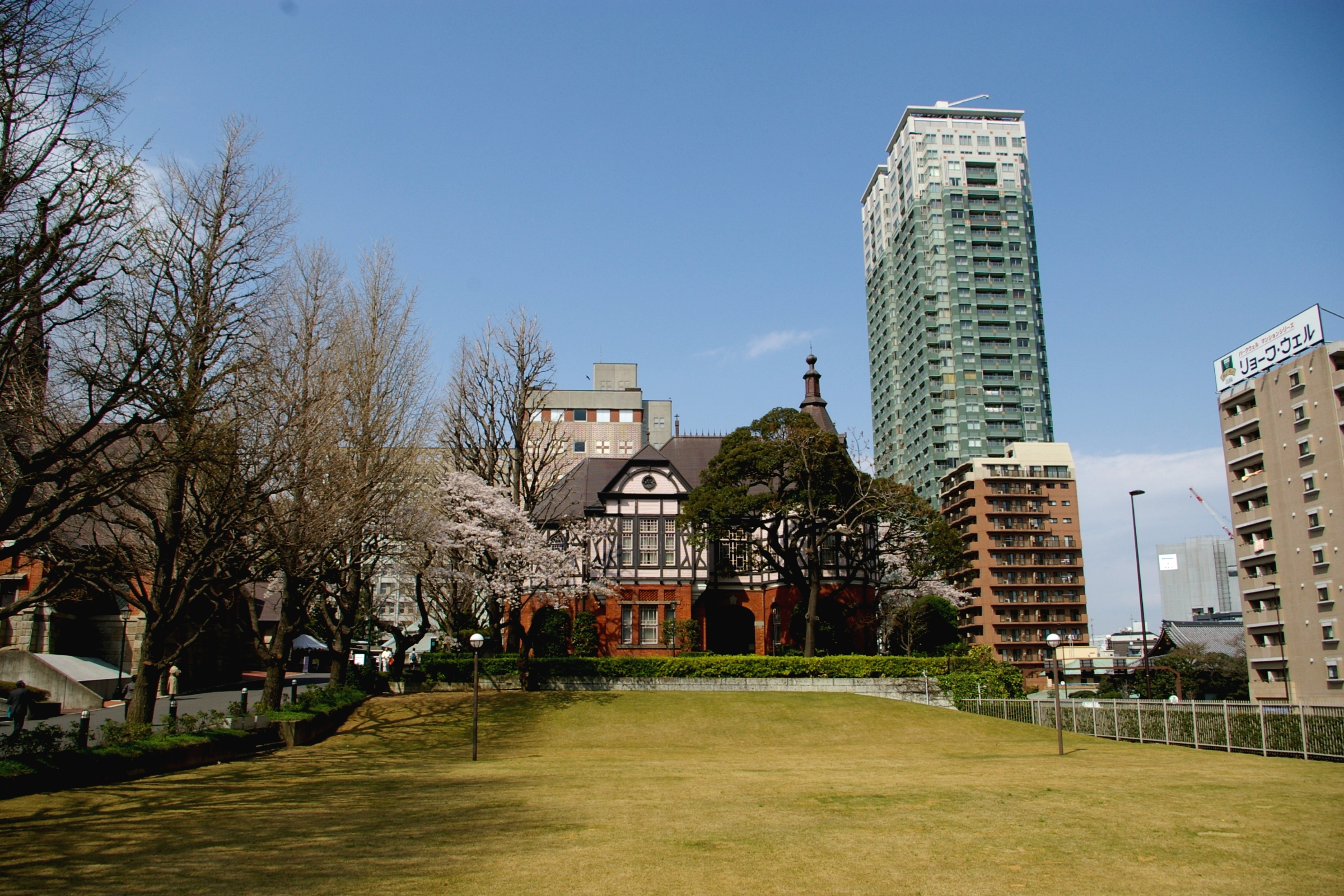
La escuela durante el día

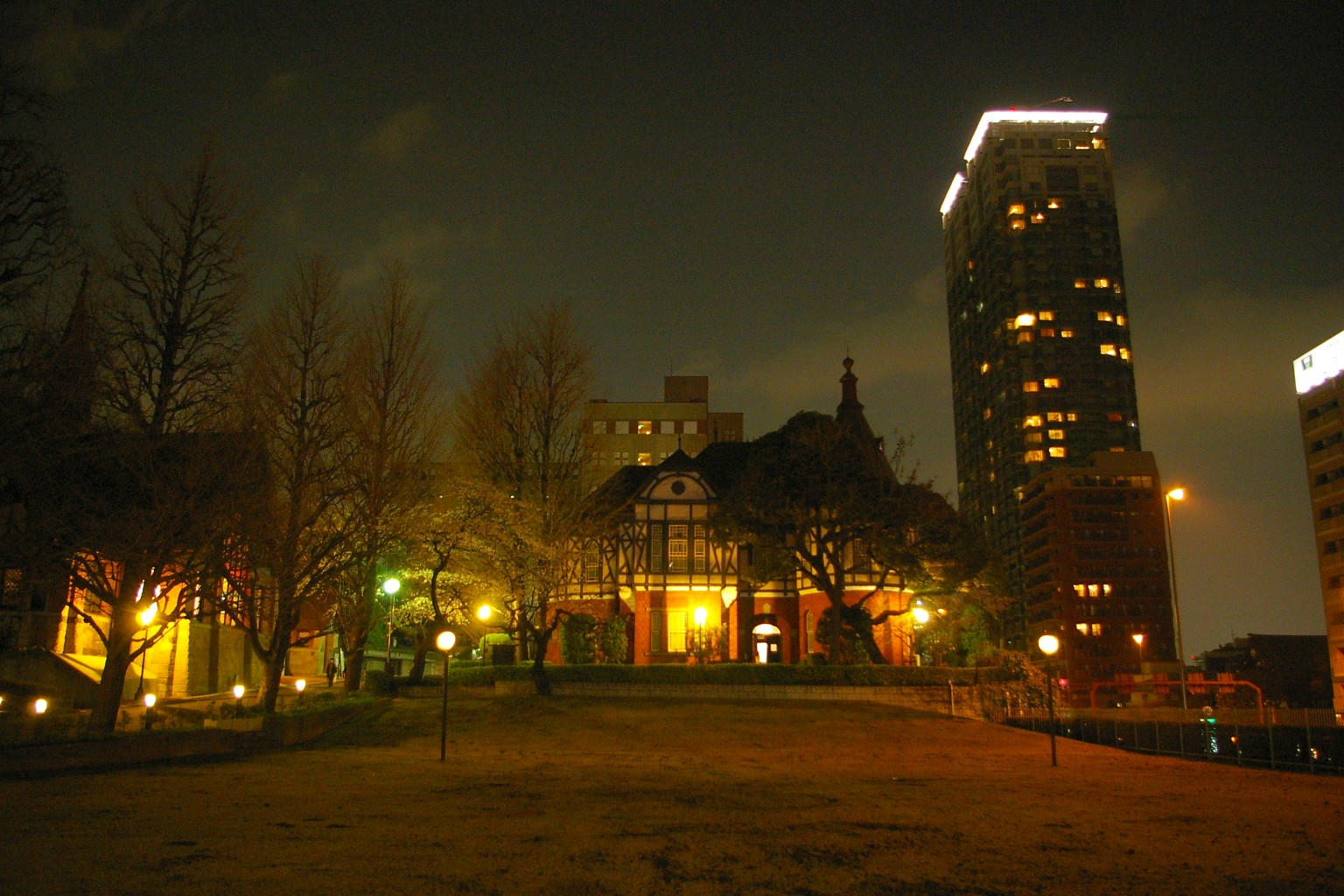
La escuela durante la noche

Busto del Dr. Hepburn

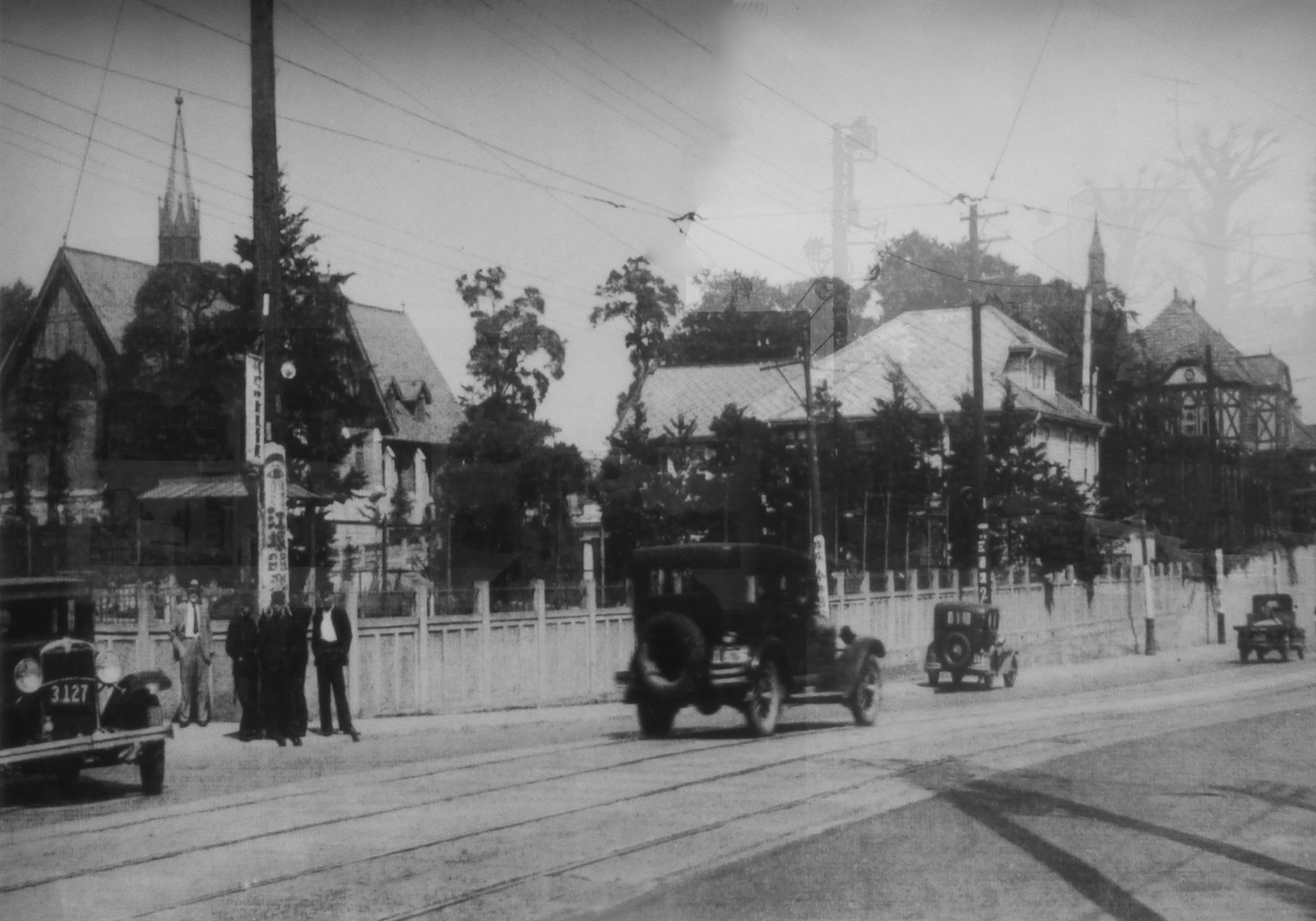
Enfrente de la escuela en 1927

La Universidad Meiji Gakuin (明治学院大学 Meiji gakuin daigaku?) es una universidad cristiana en Tokio y Yokohama fundada en 1863. El reverendo Dr. James Curtis Hepburn fue uno de sus fundadores y fue el primer presidente. El novelista y poeta Tōson Shimazaki se graduó en este colegio y escribió la letra del himno del colegio.

## Lista de escuelas y departamentos
- Facultad de Literatura
  - Departamento de Literatura inglesa
  - Departamento de Literatura francesa
  - Departamento de Arte
- Facultad de Economía 
  - Departamento de Economía
  - Departamento de Administración de Empresas
- Facultad de Sicología y Trabajo Social
  - Departamento de Sociología
  - Departamento de Trabajo Social
- Facultad de Leyes
  - Departamento de Jurisprudencia
  - Departamento de Ciencias Políticas
  - Departamento de Estudios Legales Actuales
  - Departamento de Estudios Legales Globales
- Facultad de Estudios Internacionales
  - Departamento de Estudios Internacionales
  - Departamento de Estudios Globales y Transculturales
- Facultad de Sicología
  - Departamento de Sicología
  - Departamento de Educación y Desarrollo de los Niños

## Lista de escuelas de graduados
- Escuela de Graduados de Literatura
- Escuela de Graduados de Economía
- Escuela de Graduados de Sociología y Trabajos Sociales
- Escuela de Graduados de Estudios Internacionales
- Escuela de Graduados de Sicología
- Escuela de Graduados de Leyes

## Lista de institutos de investigación
- Instituto de Investigaciones Cristianas
- Instituto de Investigaciones de la Paz Internacional
- Instituto del Lenguaje y la Cultura
- Instituto de Investigaciones de la Industria y la Economía
- Institute de Sociología y Trabajo Social
- Instituto de Investigaciones Legales
- Instituto de la Facultad de Estudios Internacionales
- Instituto del Centro de Artes Liberales
- Instituto de la Facultad de Sicología

## Lista de escuelas afiliadas
- Escuela Secundaria Meiji Gakuin
- Escuela Secundaria Meiji Gakuin Higashi Murayama
- Escuela Secundaria Meiji Gakuin Júnior
- Escuela Secundaria Tennessee Meiji Gakuin (antes)